# عبدالعزیز الخثران
عبدالعزیز الخثران (عربی: عبد العزيز الالخثران)؛ زادهٔ ۳۱ ژوئیهٔ ۱۹۷۳ یک بازیکن فوتبال اهل عربستان سعودی است.
وی همچنین در تیم ملی فوتبال عربستان سعودی بازی کرده‌است.